# Kim Yong-ji
Kim Yong-ji (김용지?, Gim YongjiLR, Kim YongjiMR; Ansan, 14 aprile 1991) è un'attrice sudcoreana.

## Filmografia

### Cinema
- Doom Doom (둠둠?), regia di Jung Won-hee (2021)

### Televisione
- Mr. Sunshine (미스터 션샤인?) – serie TV (2018)
- Watcher (왓쳐?) – serie TV (2019)
- The Lies Within (모두의 거짓말?) – serie TV (2019)
- The King: Eternal Monarch (더 킹 : 영원의 군주?) – serie TV (2020)
- La leggenda della volpe a nove code (구미호뎐?) – serie TV (2020)
- Somebody (썸바디?) – serie TV (2022)
- La leggenda della volpe a nove code 1938 (구미호뎐 1938?) – serie TV (2023)

## Riconoscimenti
- Buil Film Award
  - 2023 – Candidatura Miglior attrice emergente per Doom Doom[4]